# Andrew Odlyzko

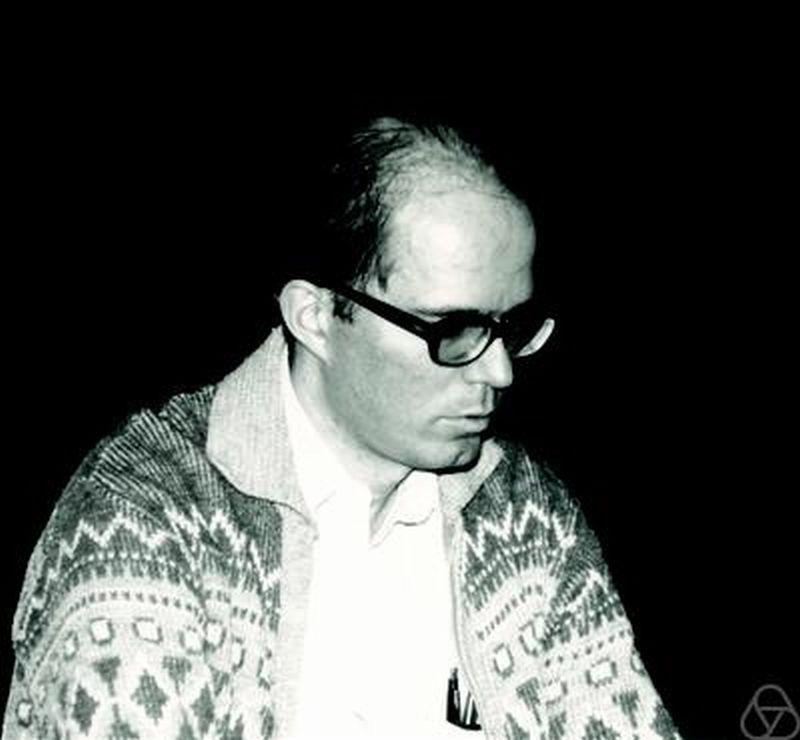
Andrew Odlyzko.jpg (1986)

Andrew Michael Odlyzko (Tarnów, Polen, 23 juli 1949) is een Pools-Amerikaans wiskundige en een voormalig leidinggevende van het Digital Technology Center van de Universiteit van Minnesota en van het  Minnesota Supercomputing Instituut.

## Werk in wiskunde
Odlyzko promoveerde in 1975 aan het Massachusetts Institute of Technology. Op het gebied van de wiskunde was hij actief op de gebieden van de analytische getaltheorie, numerieke getaltheorie, cryptografie, algoritmen en computationele complexiteitstheorie, combinatoriek, kansrekening en foutcorrigerende codes. In de vroege jaren 1970 was hij samen met D. Kahaner en Gian-Carlo Rota co-auteur van een van de fundamentele artikelen van de moderne umbral calculus. In 1985 weerlegde hij samen met Herman te Riele het vermoeden van Mertens. In de wiskunde is hij waarschijnlijk het meest bekend om zijn werk aan de Riemann-zèta-functie, wat leidde tot de formulering van verbeterde algoritmen, waaronder het algoritme van Odlyzko-Schönhage, en grootschalige berekeningen, die uitgebreid onderzoek stimuleerden naar verbindingen tussen de zèta-functie en de toevalsmatrix-theorie.